# Südafrikanische Frauen-Cricket-Nationalmannschaft in Neuseeland in der Saison 2019/20
Die Tour der südafrikanischen Frauen-Cricket-Nationalmannschaft nach Neuseeland in der Saison 2019/20 fand vom 25. Januar bis zum 13. Februar 2020 statt. Die internationale Cricket-Tour war Bestandteil der Internationalen Cricket-Saison 2019/20 und umfasste drei WODIs und fünf WTwenty20s. Südafrika gewann die WODI-Serie 3–0 und Neuseeland WTwenty20-Serie mit 3–1.

## Vorgeschichte
Südafrika spielte zuvor eine Tour in Indien, für Neuseeland war es die erste Tour der Saison. Das letzte Aufeinandertreffen der beiden Mannschaften bei einer Tour fand in der Saison 2016/17 in Südafrika statt.

## Stadien
Die folgenden Stadien wurde für die Tour ausgewählt.
| Stadion              | Stadt           | Kapazität | Spiele          |
| -------------------- | --------------- | --------- | --------------- |
| Eden Park Outer Oval | Auckland        | 4.000     | 1. & 2. WODI    |
| University Oval      | Dunedin         | 6.000     | 5. WT20         |
| Seddon Park          | Hamilton        | 10.000    | 3. WDI; 2. WT20 |
| Bay Oval             | Mount Maunganui | 10.000    | 1. WT20         |
| Basin Reserve        | Wellington      | 11.000    | 3. & 4. WT20    |

## Kaderlisten
Neuseeland benannte seinen WODI-Kader am 16. Januar und seinen WTwenty20-Kader am 29. Januar 2020.
| WODI | WODI | WTwenty20 | WTwenty20 |
| Neuseeland | Südafrika | Neuseeland | Südafrika |
| --- | --- | --- | --- |
| - Sophie Devine (K) - Suzie Bates - Bernadine Bezuidenhout - Lauren Down - Maddy Green - Holly Huddleston - Hayley Jensen - Leigh Kasperek - Amelia Kerr - Jess Kerr - Rosemary Mair - Katey Martin - Katie Perkins - Anna Peterson - Rachel Priest | - Dané van Niekerk (K) - Chloe Tryon (VK) - Trisha Chetty - Shabnim Ismail - Marizanne Kapp - Ayabonga Khaka - Masabata Klaas - Nadine de Klerk - Lizelle Lee - Suné Luus - Nonkululeko Mlaba - Mignon du Preez - Tumi Sekhukhune - Nondumiso Shangase - Laura Wolvaardt | - Sophie Devine (K) - Suzie Bates - Lauren Down - Maddy Green - Holly Huddleston - Hayley Jensen - Leigh Kasperek - Amelia Kerr - Jess Kerr - Rosemary Mair - Katey Martin - Katie Perkins - Anna Peterson - Rachel Priest - Lea Tahuhu | - Dané van Niekerk (K) - Chloe Tryon (VK) - Trisha Chetty - Shabnim Ismail - Marizanne Kapp - Ayabonga Khaka - Masabata Klaas - Nadine de Klerk - Lizelle Lee - Suné Luus - Nonkululeko Mlaba - Mignon du Preez - Tumi Sekhukhune - Nondumiso Shangase - Laura Wolvaardt |

## Women’s One-Day Internationals

### Erstes WODI in  Auckland
| 25. Januar Scorecard | Auckland (EPOO) | Neuseeland 259-9 (50)           | – | Südafrika 260-3 (48.3) |
|                      |                 | Südafrika gewinnt mit 7 Wickets |   |                        |

Südafrika gewann den Münzwurf und entschieden sich als Feldmannschaft zu beginnen. Als Spielerin des Spiels wurde Lizelle Lee ausgezeichnet.

### Zweites WODI in Auckland
| 27. Januar Scorecard | Auckland (EPOO) | Neuseeland 115 (36)             | – | Südafrika 117-2 (23.5) |
|                      |                 | Südafrika gewinnt mit 8 Wickets |   |                        |

Neuseeland gewann den Münzwurf und entschieden sich als Schlagmannschaft zu beginnen. Als Spielerin des Spiels wurde Marizanne Kapp ausgezeichnet.

### Drittes WODI in Hamilton
| 30. Januar Scorecard | Hamilton | Neuseeland 149 (38.1)           | – | Südafrika 150-4 (37.2) |
|                      |          | Südafrika gewinnt mit 6 Wickets |   |                        |

Südafrika gewann den Münzwurf und entschieden sich als Feldmannschaft zu beginnen. Als Spielerin des Spiels wurde Suné Luus ausgezeichnet.

## Women’s Twenty20 Internationals

### Erstes WTwenty20 in Mount Maunganui
| 2. Februar Scorecard | Mount Maunganui | Südafrika 116-7 (20)             | – | Neuseeland 117-1 (12.2) |
|                      |                 | Neuseeland gewinnt mit 9 Wickets |   |                         |

Neuseeland gewann den Münzwurf und entschieden sich als Feldmannschaft zu beginnen.

### Zweites WTwenty20 in Hamilton
| 6. Februar Scorecard | Hamilton | Südafrika 119 (19.4)             | – | Neuseeland 120-5 (18.2) |
|                      |          | Neuseeland gewinnt mit 5 Wickets |   |                         |

Neuseeland gewann den Münzwurf und entschieden sich als Feldmannschaft zu beginnen.

### Drittes WTwenty20 in Wellington
| 9. Februar Scorecard | Wellington (BR) | Neuseeland 153-5 (20)           | – | Südafrika 154-5 (19.5) |
|                      |                 | Südafrika gewinnt mit 5 Wickets |   |                        |

Neuseeland gewann den Münzwurf und entschieden sich als Schlagmannschaft zu beginnen.

### Viertes WTwenty20 in Wellington
| 9. Februar Scorecard | Wellington (BR) | Neuseeland 171-2 (20)          | – | Südafrika 102 (17) |
|                      |                 | Neuseeland gewinnt mit 69 Runs |   |                    |

Südafrika gewann den Münzwurf und entschieden sich als Feldmannschaft zu beginnen.

### Fünftes WTwenty20 in Dunedin
| 13. Februar Scorecard | Dunedin | Neuseeland | – | Südafrika |
|                       |         | Abgesagt   |   |           |

Das Spiel musste auf Grund von Regenfällen abgesagt werden.

## Auszeichnungen

### Player of the Series
Als Player of the Series wurden der folgende Spieler ausgezeichnet.
| Serie | Player of the Series |
| ----- | -------------------- |
| WODI  | Lizelle Lee          |
| WT20  | –                    |

### Player of the Match
Als Player of the Match wurden die folgenden Spielerinnen ausgezeichnet.
| Spiel   | Player of the Match |
| ------- | ------------------- |
| 1. WODI | Lizelle Lee         |
| 2. WODI | Marizanne Kapp      |
| 3. WODI | Suné Luus           |
| 1. WT20 | –                   |
| 2. WT20 | –                   |
| 3. WT20 | –                   |
| 4. WT20 | –                   |
| 5. WT20 | –                   |